# Крюков, Сергей Владимирович
 Сергей Владимирович Крюков (24 апреля 1984, Горки, Могилёвская область, СССР) — спортивный функционер и баскетбольный тренер, президент Российского студенческого спортивного союза, исполнительный директор Ассоциации студенческих спортивных клубов России, председатель Наблюдательных советов Ассоциации студенческого баскетбола России и Студенческой гребной лиги. 
Член комиссии Государственного Совета Российской Федерации по направлению «Физическая культура и спорт». Член экспертного совета Государственный думы России по физической культуре, спорту, туризму и делам молодежи и парламентской рабочей группы по поддержке малого и среднего бизнеса в спорте.

## Биография
Детство провел в городе Горки, учился в средней школе №4. В 13 лет начал самостоятельно заниматься баскетболом. Тренировался со сборной Белорусской государственной сельскохозяйственной академии. В 2006 году окончил Белорусский государственный университет физической культуры по специальности «преподаватель физической культуры и спорта, тренер по баскетболу».
Уже в 17 лет Крюков начал работать наставником в детских баскетбольных коллективах. С 2001 по 2010 годы он трудился тренером в командах ЦСКА (Москва), Пантерра (Москва), ЦМОКИ (Минск). На начальном этапе карьеры ему приходилось работать за зарплату всего лишь в пять долларов в месяц, однако инвестиции в себя и свой опыт оправдали себя. Воспитанники Крюкова многократно становились чемпионами России среди детских и юношеских команд. Он являлся первым тренером для многих известных баскетболистов. Среди них баскетболист ЦСКА Михаил Малейко и игроки сборной Беларуси, чемпионы своей страны Максим Салаш и Роман Рубинштейн.
В 2010 Крюков стал одним из основателей Любительской баскетбольной академии (ЛБА) – одной из первых крупных частных баскетбольных академий Москвы. За первый год существования в академии насчитывалось более 1000 занимающихся и была создана система обучения и контроля качества работы детских тренеров.

### АСБ
В январе 2012 года менеджер был назначен на пост исполнительного директора Ассоциации студенческого баскетбола России.С этого момента организация начала свое бурное развитие. АСБ стала самой крупной студенческой спортивной лигой в стране. Количество команд в лиге выросло до 796, охват регионов достиг 70 субъектов Российской Федерации, количество игроков увеличилось до 10000 человек. По этим показателям АСБ стала крупнейшей студенческой спортивной лигой Европы. Также была создана многоуровневая система проведения чемпионата.
В 2014 году стал одним из инициаторов создания образовательной программы — Школа менеджеров АСБ. Проект направлен на создание и продвижения студенческих баскетбольных клубов. В ходе него прошли региональные семинары, всероссийские конгрессы, реализованы грантовые и конкурсные программы, создана интерактивная онлайн платформа. В проекте приняли участие более 500 менеджеров, многие выпускники которого продолжили работу в спортивной индустрии.
В 2017 Крюков вместе со студенческой сборной России, впервые составленной преимущественно из игроков АСБ, принял участие во Всемирной летней Универсиаде в Тайбэе. Принимал участие в программе «Послы Баскетбола» в США и в конференциях национальной ассоциации баскетбольных тренеров.

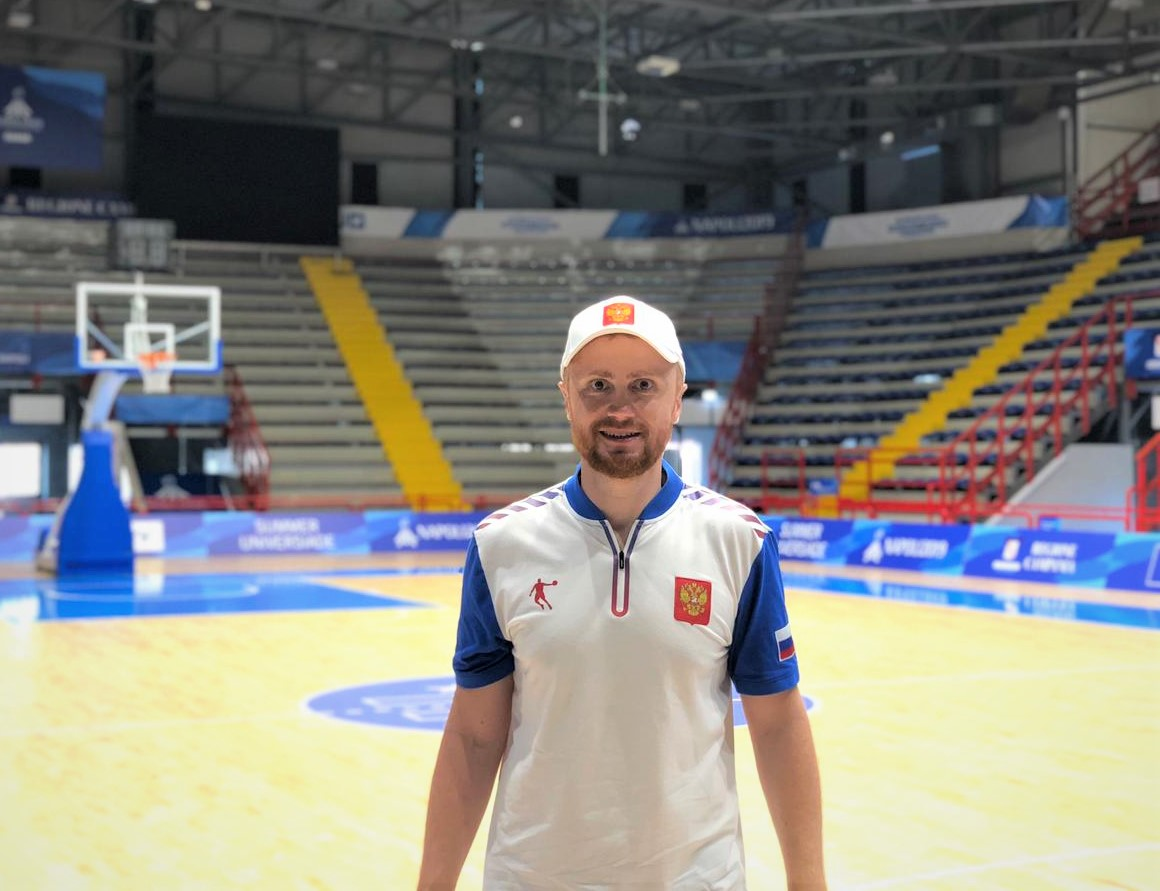
Сергей Крюков на летней Универсиаде в Неаполе (июль 2019 года)

В качестве руководителя АСБ провел ряд социальных акций, которые активно освещались в федеральных СМИ. Так, в октябре 2018 года Сергей Крюков пригласил в Москву екатеринбургского школьника Никиту Уварова, который не смотрел фильма «Движение вверх» и получил за это «двойку» по физкультуре. Во время визита в столицу мальчик не только провел работу над ошибками, но и встретился со съемочной группой блокбастера и впервые в жизни побывал на большом баскетбольном матче Евролиги.
На рубеже 2010-2020-х годов вывел ключевые мероприятия АСБ на крупнейшие спортивные арены страны. Суперфинал АСБ 2019 прошел в казанском «Баскет-Холле», Матч звезд 2020 – на «Уфа-Арене» (где был установлен рекорд посещаемости студенческого баскетбола России – 5500 зрителей), Суперфинал 2021 – на «Белгород Арене», Матчи звезд 2023 и 2024 – на «Арене-Север» в Красноярске. Партнерами и спонсорами АСБ стали крупнейшие компании России - ПАО «НОВАТЭК», ОАО «РЖД», ПАО «СИБУР ХОЛДИНГ», АО «АРКТИКГАЗ».
Под руководством Крюкова Ассоциация студенческого баскетбола в 2020 году победила в Международной премии в области спортивного маркетинга MarSpo Awards в номинации «Лучший маркетинг проекта в области популяризации спорта и здорового образа жизни. Игровые виды спорта» с «Матчем звезд АСБ 2020». В 2021 году повторил успех в номинации «Лучший проморолик спортивного клуба, лиги, федерации, события».
В октябре 2020 года эксперты портала «Спорт как бизнес» включили Крюкова в ТОП-100 спортивных менеджеров России. Он оказался в числе победителей в номинации «Управление спортивной лигой». В апреле 2022 стал финалистом V премии Sport Business Awards в номинации «Менеджер года».
В сентябре 2022 года при поддержке гранта Президента Российской Федерации запустил образовательный проект «Университет АСБ», представляющий собой комплексную программу по повышению качества организации спортивно-массовой работы в молодежной среде. В числе основных направления проекта – обучение менеджеров и тренеров студенческих баскетбольных клубов с целью формирования у них навыков, способствующих созданию единой эффективной модели баскетбольного клуба на местах.
В октябре 2022 года совместно со студией baza.media реализовал проект первого сериала о студенческом баскетболе России – «В игре».
Летом 2023 года вместе с делегацией АСБ Сергей Крюков посетил Китай. В рамках визита они побывали в нескольких крупных вузах, где обсудили возможность обмена опытом между тренерами и менеджерами двух стран, а также проведение совместных игр баскетбольных студенческих команд России и Китая.
В апреле 2024 года вышел в финал премии «Спорт Бизнес Консалтинг» в номинации «Менеджер года» с проектом «Баскетбол студентам», а также вошел в состав жюри премии СБК. В том же месяце был отобран жюри из числа 33000 претендентов и вошел в число девяти финалистов национальной премии «Россия – страна возможностей» в номинации «Спорт и уличная культура».
В июне 2025 года перешел на должность председателя Наблюдательного совета АСБ.

### Движение вверх
В октябре 2019 года Сергей Крюков запустил онлайн-курс «Движение вверх. Твой клуб с нуля» для менеджеров любительских, молодежных и студенческих спортивных клубов России.
В 2020 году на условиях совместительства возглавил в должности исполнительного директора образовательное направление деятельности в АНО «Движение вверх» (ДВ) под одноименным брендом. Этот спортивно-образовательный проект стал ориентироваться на развитие любительского и массового спорта, а также объединил под новым названием школы Любительской баскетбольной ассоциации.
В рамках проекта в октябре 2020 года было запущено первое в России мобильное приложение «ДВ-Юниор» для развития баскетбольных навыков детей в домашних условиях. А в январе 2022 года было выпущено мобильное приложение «ДВ-Про» для индивидуальной подготовки взрослых баскетболистов.
В 2021 году в рамках Академии «Движение вверх» была создана онлайн-платформа «Движение вверх. Тренерская», являющаяся мобильным конструктором упражнений и комбинаций.
С апреля 2021 до июня 2022 года Крюков вел авторский видеоблог «Движение вверх», в котором брал интервью у спортивных и баскетбольных менеджеров и тренеров России, в числе которых гостями были Министр спорта РФ Олег Матыцин и президент Единой лиги ВТБ Сергей Кущенко.

### Студенческий спорт России
С 2013 года входил в Координационный совет АССК России. С 2012 года является членом исполкома «Российского студенческий спортивного союза» (в 2020 году - переизбран в него на третий срок). В феврале 2020 года возглавил рабочую группу по СМИ, коммуникациям и маркетингу в совете по развитию студенческих спортивных лиг при РССС. В апреле 2020 года вошел в состав комиссии по межсекторному, инвестиционному и региональному развитию в сфере физической культуры и спорта при общественном совете Министерства спорта Российской Федерации. Член Совета Московского регионального отделения РССС.
30 марта 2022 года выступил спикером на Международном форуме Минспорта РФ «SportForumLive».
В апреле 2022 года вошел в число трех самых влиятельных людей студенческого спорта России по результатам исследования, проведенного сетевым изданием о студенческом спорте России StudentSport.ru.
9 февраля 2024 года избран исполнительным директором Ассоциации студенческих спортивных клубов России. Приступил к исполнению обязанностей с 1 марта 2024 года, сохранив за собой и пост исполнительного директора АСБ.
20 декабря 2024 года на отчетно-выборной конференции Российского студенческого спортивного союза избран новым президентом РССС
24 декабря 2024 года завоевал победу в спецноминации от продюсерского центра «Интеграция» на церемонии награждения победителей Национальной премии президентской платформы «Россия – страна возможностей»
4 апреля 2025 года вошел в независимый рейтинг Топ-100 профессионалов спортивной индустрии под номером 6 в номинации "Управление спортивной федерацией, ассоциацией или союзом"
10 апреля 2025 года вошел в состав правления Студенческой лиги легкой атлетики
15 апреля 2025 года в составе делегации России провел встречу в Лозанне с руководством Международной федерации университетского спорта , на которой была достигнута договоренность о возвращении российских студентов-спортсменов на международную арену и их участии во Всемирной Универсиаде 2025 в Германии
18 апреля 2025 года вошел в тройку лучших спортивных менеджеров России, став лауреатом Премии СБК - VIII Международного чемпионата по спортивному бизнесу в номинации "менеджер года"
В июне 2025 года был избран председателем Наблюдательного совета Студенческой гребной лиги.
В июле 2025 года стал советником Руководителя федерального агентства по делам молодежи (Росмолодежь) по молодежному и студенческому спорту.

## Членство в различных организациях
В 2019 году вошел состав Совета по развитию физической культуры и массового спорта при Правительстве Российской Федерации.
В июле 2020 года вошел в состав рабочей группы по цифровой трансформации сферы физической культуры и спорта при Министерстве спорта России. В декабре 2020 года был включен в Общественный совет по проведению независимой оценки условий оказания услуг при Департаменте спорта г. Москва.
С марта 2022 года входит в Рабочую группу по развитию студенческого спорта в Российской Федерации при Комитете Государственной Думы по физической культуре и спорту, а также является членом Экспертного совета комиссии Государственного Совета Российской Федерации по направлению "Молодежная политика".
С мая 2022 года - в составе Общественного совета при Федеральном агентстве по делам молодежи.
В августе 2022 года был избран руководителем комиссии по спорту при Общественном совете при Федеральном агентстве по делам молодёжи (Росмолодёжь) 
В марте 2025 года вошел в состав организационного комитета по подготовке и проведению международного спортивного форума «Россия – спортивная держава»
В апреле 2025 года вошел в состав комитета массового спорта Российского футбольного союза

## Награды
- Грамота Президента РФ Путина В.В. «За вклад в подготовку и проведение Всемирной летней Универсиаде в г. Казани».
- Благодарность Министра спорт РФ Колобкова П.А. «За существенный вклад в развитие физической культуры и спорта в РФ» (2017).
- Благодарность Министра образования и науки РФ «За значительный вклад в развитие студенческого спорта, популяризацию здорового образа жизни и патриотизма» (2017).
- Грамота Президента РФ Путина В.В. «За вклад в подготовку и проведение ХIX Всемирного фестиваля молодежи и студентов в г. Сочи[60]
- Лауреат Премии города Москвы 2021 года в области физической культуры, спорта и туризма За вклад в развитие физической культуры и массового спорта в городе Москве [61]
- Почетная грамота Министерства спорта Российской федерации "За заслуги в сфере физической культуры и спорта"
- Благодарность за вклад в развитие Ассоциации студенческих спортивных клубов России (2021)